# Screen Gems
Screen Gems est le nom utilisé successivement par trois filiales du studio de cinéma américain Columbia Pictures puis de Sony Pictures Entertainment dès 1987.

## 1908-1949: Première incarnation
Screen Gems est créé en 1908. Il s'agit alors de la branche animation de Columbia Pictures. Parmi les séries produites par Screen Gems, on peut citer Scrappy, Krazy Kat et Fox and Crow. 
Mi-juin 1941, alors que la Grève des studios Disney fait rage, les 66 employés du studio Screen Gems installé au 861 Seward Street rallient la Screen Cartoonists Guild.
La société cesse ses activités en 1946.

## 1948-2002: Seconde incarnation

Logo utilisé entre 1965-1974.

En 1948, la deuxième incarnation de Screen Gems voit le jour. Il s'agit maintenant de la société de production de télévision de Columbia Pictures. Elle produit des séries à succès (voir plus bas) et assure la distribution du catalogue de sa maison mère à la télévision. En 1974, Screen Gems est rebaptisée Columbia Pictures Television. Dans les années 1990, à la suite de la fusion de Columbia Pictures et de TriStar Pictures, Columbia Pictures Television est rebaptisé Columbia/Tri-Star Television. Enfin, en 2002, Columbia/Tri-Star Television devient Sony Pictures Television.

## Depuis 1998: Troisième incarnation
En 1998, la troisième Screen Gems est créée. Il s'agit maintenant de la filiale de Sony Pictures Entertainment, spécialisée dans la distribution de films indépendants et de films étrangers.

## Séries télévisées produites ou distribuées par Screen Gems, deuxième incarnation
- Rintintin (The Adventures of Rin Tin Tin) (1954-1959)
- Papa a raison (Father Knows Best) (1954-1960)
- The Donna Reed Show (1958-1966)
- Ma sorcière bien-aimée (Bewitched) (1964 - 1972)
- Jinny de mes rêves (I Dream of Jeannie) (1965 - 1970)
- The Monkees (1966-1968)
- The Partridge Family (1970-1974)